# Центр книжной культуры «Гутенберг»
Це́нтр кни́жной культу́ры «Гутенбе́рг» (Центр «Гутенберг») — общественно-культурный проект, занимавшийся развитием и продвижением в России редких книг. Существовал с 2011 по 2016 год.
Центр «Гутенберг» был неофициальным союзом художников, книговедов, издателей, писателей, коллекционеров, переплётных мастеров, которые занимались изучением книг, имеющих выдающееся культурное значение за счёт различных факторов (иллюстративного ряда, особенности технического исполнения книги и т. д.), а также антикварных и букинистических изданий.

## История
Открытие состоялось 5 октября 2011 года в Москве. Главный офис находился в здании Фонда народных художественных промыслов. Центр был назван в честь изобретателя европейского способа книгопечатания Иоганна Гутенберга.
Партнёрами Центра были издательства редкой литературы России и Испании, а также Национальный союз библиофилов, Государственная публичная историческая библиотека России, Библиотека Российской академии наук, Библиотека редкой книги МГУ и др.
В декабре 2011 года в Центре «Гутенберг» открылась выставка «Михаил Лермонтов. Две книги», на которой были представлены работы мэтра отечественной иллюстрации Н. И. Калиты и современной художницы Дарьи Кайрамбаевой. В дальнейшем выставка в урезанном варианте была представлена Центром «Гутенберг» в Информационном центре ООН.
Центр проводил семинары и круглые столы специалистов книжного дела. Первый круглый стол был организован совместно с журналом «Книжная индустрия» в феврале 2012 года и собрал таких экспертов отрасли, как В. Е. Валериус (профессор факультета графических искусств МГУП), М. Н. Каменева (генеральный директор книжного магазина «Москва»), М. Д. Афанасьев (генеральный директор Государственной публичной исторической библиотеки, С. М. Макаренков (генеральный директор издательства «РИПОЛ классик») и других.
В 2016 году Центр прекратил существование.

## Направления деятельности
Главной целью Центра было воспитание культуры книги в современном обществе.
Центр занимался развитием направления уникального книгоиздания в России. Ежемесячно в главном офисе Центра проходили тематические выставки, посвященные неизданным книгам и иллюстрациям, а также книгам, которые имеют статус произведения искусства. Инициаторами выставок выступали художники, издательства и руководство Центра «Гутенберг». Центр вёл издательскую программу редких книг, а также переплётную мастерскую, работающую по стандартам XIX в.
Входил в состав Ассоциации книгораспространителей независимых государств (АСКР).